# Nymphostola galactina
Nymphostola galactina är en fjärilsart som beskrevs av Felder 1875. Nymphostola galactina ingår i släktet Nymphostola och familjen praktmalar, Oecophoridae. Inga underarter finns listade i Catalogue of Life.